# Corps francs d'Afrique
Les Corps francs d'Afrique (CFA) sont un corps de volontaires français dont l'histoire s'enracine en Afrique du Nord après le débarquement américain en AFN. Leur durée d'existence assez éphémère - qu'il se soit agi d'une unité expérimentale ou d'une erreur des autorités militaires et politiques - ne doit pas faire oublier que ces hommes se sont battus. Ils ont marqué le renouveau de l'armée d'Afrique qui a entrepris la reconquête de la France avec la 2e DB et la 1re DFL issues des Forces françaises libres.

## Historique
Les forces alliées qui débarquent en Afrique du Nord (Maroc et Algérie) le 8 novembre 1942, rencontrent une résistance armée plus ou moins intense selon le lieu. Il convient de rappeler que l'amiral François Darlan, chef des armées de Terre, Mer et Air de Vichy, qui se trouvait là par hasard, signe le 10 novembre 1942 un armistice. Le général Henri Giraud, évadé d'Allemagne, est également présent et bénéficie de l'appui des Américains en raison de son apolitisme. Est-ce qu'il faudrait mettre en place la seconde mâchoire d'une gigantesque tenaille. La seconde branche va se concrétiser au Fezzan avec le détachement Leclerc et les Forces françaises libres de la 1re BFL du général Pierre Kœnig qui ont combattu à Bir Hakeim et avancent en Libye avec les Anglais de la 7e brigade ; Bir Hakeim a illustré le courage français.

### Conflits d'officiers supérieurs
Entre Darlan qui s'accroche, Giraud soutenu par Eisenhower et Charles Noguès (résident général de France au Maroc), vont se dérouler « deux jours d'intrigues, de coup bas, de criailleries aigres... ». Darlan ordonnera le 13 novembre à l'armée française de s'opposer aux troupes de l'Axe qui ont progressé vers la Tunisie avec l'accord de Vichy. Darlan conserve son titre de commandant en chef de la Marine (en Algérie), Giraud devient officiellement commandant en chef des forces de terre et de l'air. Le 24 décembre 1942, Darlan sera assassiné à Alger par Bonnier de La Chapelle. Le général Giraud succède à Darlan comme chef des armées en Algérie.

### Conséquences de l'assassinat de Darlan
Le CFA est impliqué dans l'assassinat de l'amiral Darlan. Des armes ont disparu, le CFA est jugé comme un capharnaüm. Très vite, l'encadrement et l'entraînement sont renforcés en vue d'un envoi vers des zones de combat à venir, après une épuration ordonnée par Giraud. Cette épuration sera considérée comme effective par Monsabert qui en rend compte à Giraud le 21 janvier 1943.

### Création du corps franc
Il apparaît qu'il existe là, au Maghreb, une résistance. Elle est multiple et mal coordonnée, peu discrète et d'efficacité limitée. La situation est très vite confuse entre partisans du régime de Vichy et ceux des nouveaux vainqueurs. Les Alliés ont de la peine à suivre et à comprendre ce déchirement de factions politiques. Il apparaît clair qu'il faut placer l'armée en position de belligérance active aux côtés des alliés, sous l'autorité du général Henri Giraud à qui les Américains font confiance. D'autre part, des officiers supérieurs dont le général Alphonse Juin sont opposés à la formation de corps de volontaires indépendants de l'Armée d'Afrique. Or, il existe des ressources en hommes dans les Chantiers de la jeunesse. Le 14 novembre, le Commissaire général des chantiers Alphonse Van Hecke confirme au général Giraud son intention de créer des corps francs capables de mener une guerre non conventionnelle, contre le point de vue de Juin et du général René Prioux, ce dernier étant chargé de la réorganisation de l'armée. Un partage de ces ressources en hommes laisseront un effectif théorique de 9 000 hommes pour d'éventuels corps francs. Les services spéciaux anglais et américains (OSS) commencent à fournir de l'armement entreposé dans une ferme du cap Matifou mise à la disposition de Van Hecke et d'Henri d'Astier de La Vigerie (ferme de Gilbert Demangeat baptisée camp Pillafort).
Le général de Monsabert est pressenti pour commander le futur corps franc. Celui-ci est officiellement créé le 25 novembre 1942 par la note no 2 du général Giraud, Commandant en chef de l'armée de terre et de l'air.

## Évolution
Dans la confusion qui règne à Alger, il s'ébauche peu à peu un processus qui va aboutir rapidement.

### Équivoques
Groupes francs, French commandos, corps francs des chantiers, Special détachment, corps franc d'Afrique (CFA). Tout cela s'éclaircit le 25 novembre 1942 quand une note du général Giraud crée officiellement l'unité. Le 28, un bureau de recrutement est installé à Alger, au 28 rue de Mogador. Le corps dépend directement du général Giraud. De Monsabert et son adjoint Pauphilet vont recruter dans le Special détachment (SD) qui les reçoit froidement car ils viennent écrémer des ressources indispensables.

### Articulation
Plusieurs bureaux de recrutement s'ouvrent et après la disparition de Darlan, les bureaux de recrutement s'ouvrent à Oran, Casablanca, Fez et Oujda. Le 15 décembre 1942, alors qu'est lancée la mobilisation de la classe 39, l'état major du CFA est constitué :
- lieutenant-colonel Jamilloux,
- lieutenant-colonel Paris,
- les capitaines Collomb, Castaing, de Boishéraud, Morange, Deitveiler, Christy,
- les lieutenants Vrillon, Pauphilet, Angeletti, Couderc, Vallières,
- le sous-lieutenant Reichman,
- les aspirants Pauli, Gave et Castaing.

Le petit groupe est isolé de l'armée d'Afrique, rattaché à une armée britannique et responsable de volontaires qui ne lui ressemblent pas mais décidés à combattre. Pour les généraux Juin et Giraud, la création de ce corps de volontaires est opportune pour apaiser les alliés, face à la lente remise en marche des forces françaises d'AFN.

### Vélites
Les volontaires commencent à quitter leurs unités, leurs entreprises, leurs administrations, contre la volonté des autorités. D'âpres discussions et marchandages ont lieu. Les résistants du 8 novembre sont hostiles à ce corps.
La politique anti-juive de Vichy s'applique aux officiers et sous-officiers juifs qui avaient été exclus de l'armée régulière. Le CFA ne peut engager, en principe, ces volontaires qui s'engageront sans véritable opposition.
Monsabert décide de se tourner vers les réfugiés militaires espagnols. D'autres étrangers (italiens antifascistes, russes, légionnaires allemands, etc.) vont fournir un contingent de 15 % d'étrangers aguerris. Il se tourne aussi vers les Musulmans, anciens tirailleurs) qui fourniront 25 % d'effectifs.
Les volontaires continuent d'affluer : résistants animés de convictions gaullistes ou activistes, juifs, musulmans, espagnols et légionnaires, jeunes des mouvements de jeunesse, vieux soldats, membres de professions libérales, employés, sous-officiers d'active et de réserve, fonctionnaires, etc. Tous répondent à l'appel de Monsabert. À noter que Monsabert envisage des formations homogènes organisées selon les méthodes commandos anglaises. Une première compagnie dite du QG, un premier commando de trois unités d'assaut de soixante hommes et trois compagnies de fusiliers voltigeurs va regrouper 713 hommes. Le général pense alors à des unités françaises, des unités d'étrangers et des unités d'indigènes fortement encadrées par des Français.
Le commando no 1 est constitué le 12 décembre dirigé par le capitaine Bier. Le terme commando est transformé en bataillon léger. Les hommes seront appelés « Vélites », contraction de « Volontaire d'élite ». Le CFA garderait la tenue française.
Le 5 janvier 1943 est formée une demi-brigade à trois bataillons légers et une section de mitrailleuses lourdes et engins. Le 6 janvier, les engagements sont suspendus.

## Combats en Tunisie

Carte de Tunisie pendant la campagne 1942 - 1943

### Situation militaire à l'Est de l'Algérie
En Tunisie occupée, les Allemands gouvernent avec habileté et efficacité. L'amiral Jean-Pierre Esteva, le Bey et l'administration vichyste essaient de contrecarrer les actions italiennes en jouant la carte allemande. La vie est dure pour les Français, notamment les familles d'officiers qui ont rejoint les Alliés ainsi que les gaullistes connus, les Juifs et les ressortissants britanniques d'origine maltaise. Des jeunes s'échappent vers le Special detachment et le Corps franc, vers l'ouest. Les Italiens ont mobilisé des compatriotes pour constituer des bataillons de volontaires. Les Allemands suscitent la création de corps de volontaires tunisiens (Deutsche-Arabische Lehr Abteilung ou Freis Arabien). La Phalange africaine fait le pendant local de la Légion des volontaires français. Les forces de l'Axe sont sous la responsabilité du colonel Barenthin. Celui-ci se sert des Arabes (10 à 12 par compagnie) comme agents de liaison, soldats, saboteurs derrière les lignes. Des douars bien placés font l'objet de toute la sollicitude allemande.
Les forces de l'Axe (ici l'Italie et l'Allemagne) ont de solides positions dans le Nord tunisien : des communications nord-sud faciles, des itinéraires est-ouest peu praticables et faciles à défendre. La zone comprise entre la côte et Medjez el-Bab dépend de Von Broich qui dispose des parachutistes allemands et du 10e régiment de Bersaglieri. La place de Bizerte est sous le commandement du général Gaeta. Le secteur côtier est sous les ordres du général allemand Georg Neuffer (en) qui commande le la 20e Flak division. La couverture aérienne est assurée par 160 chasseurs et vingt bombardiers en piqué Stukas.
Les Anglais ont tenté le 1er décembre une opération commando vers Bizerte, repoussée par les Bersaglieri.

### Engagement
Monsabert va acheminer les 1er et 2e bataillons légers sur Tabarka. Ces formations « raillées » par l'Axe (Radio Stuttgart) sont :
- le 1er bataillon (Balensi), arrivé la première semaine de janvier 1943,
- le 2e bataillon (Mozzoli) arrivé à La Calle le 7 janvier.

Le CFA reçoit de nouveaux officiers et procède à des réorganisations pour améliorer la valeur militaire des vélites. Le CFA se livre à des activités de patrouilles, les vélites tendent des embuscades, visitent des villages.
Monsabert démissionne le 11 janvier 1943.

### Engagements durs
Le reflux de l'Afrikakorps de Libye en Tunisie ouvre de nouvelles perspectives. Le général Erwin Rommel tente de percer à Kasserine entre les 19 et 23 janvier 1943. Les opérations Ochsenkopf puis  Enteladung (Explosion) vont viser diverses unités alliées dont la 139e brigade anglaise et le Corps franc.
Les Germano-Italiens attaquent le 26 février 1943 la demi-brigade du CFA et son dispositif clairsemé, démuni d'armes lourdes et peu doté en munitions. Le 2e bataillon (capitaine Mozzoli), sans mitrailleuses et également peu doté en munitions résiste héroïquement. Les vélites se font hacher sur place. Dans certains secteurs, les combats tournent à l'avantage du CFA, là où les Bersaglieri italiens commettent une faute stratégique. Le capitaine Capuzzi, chef du 34e bataillon de bersaglieri se dirige vers un cul-de-sac, prêtant le flanc à ses adversaires. Le lieutenant Puech-Sanson (2e compagnie) charge avec ses vélites ces fantassins lourdement armés en chantant La Marseillaise. L'aspirant Tilly et sa compagnie de « copains bien gonflés », baïonnette au canon déboule en chantant. Tilly sera trois fois blessé et tué. La compagnie du lieutenant Marchal vient à la rescousse. Des armes sont récupérées et retournées. Le commandant italien a été tué, livrant tout le plan de l'opération Auslading. 380 prisonniers, un abondant matériel est pris. L'exploit de Kef Zilia a été réalisé à un contre deux. Le général Giraud citera le I/CFA à l'ordre du jour pour son succès.
À côté, la 139e brigade britannique retraitait face aux Allemands abandonnant plus de 2 000 prisonniers et un abondant matériel.

### Retraite
La 49e division se replie vers le Djebel Tamara à trente kilomètres des positions du 26 février 1943. Le corps franc, sous la pluie, dans la boue, sans matériel de bivouac est regroupé autour de la maison forestière de Mehibeus. Le 8 mars, la 1re compagnie est attaquée, encerclée et dégagée par la 2e. Les médecins se sont distingués, les armes à la main. Ceci et le succès au Kef Zilia motiveront la citation à l'ordre de l'armée du I/CFA. Le général Allfrey répercute à ses hommes le message d'Anderson, chef de la 1re armée : « Tenez fermement close la porte de la cage jusqu'à ce que la bête soit épuisée [...] la bête griffe sauvagement à travers les barreaux ».

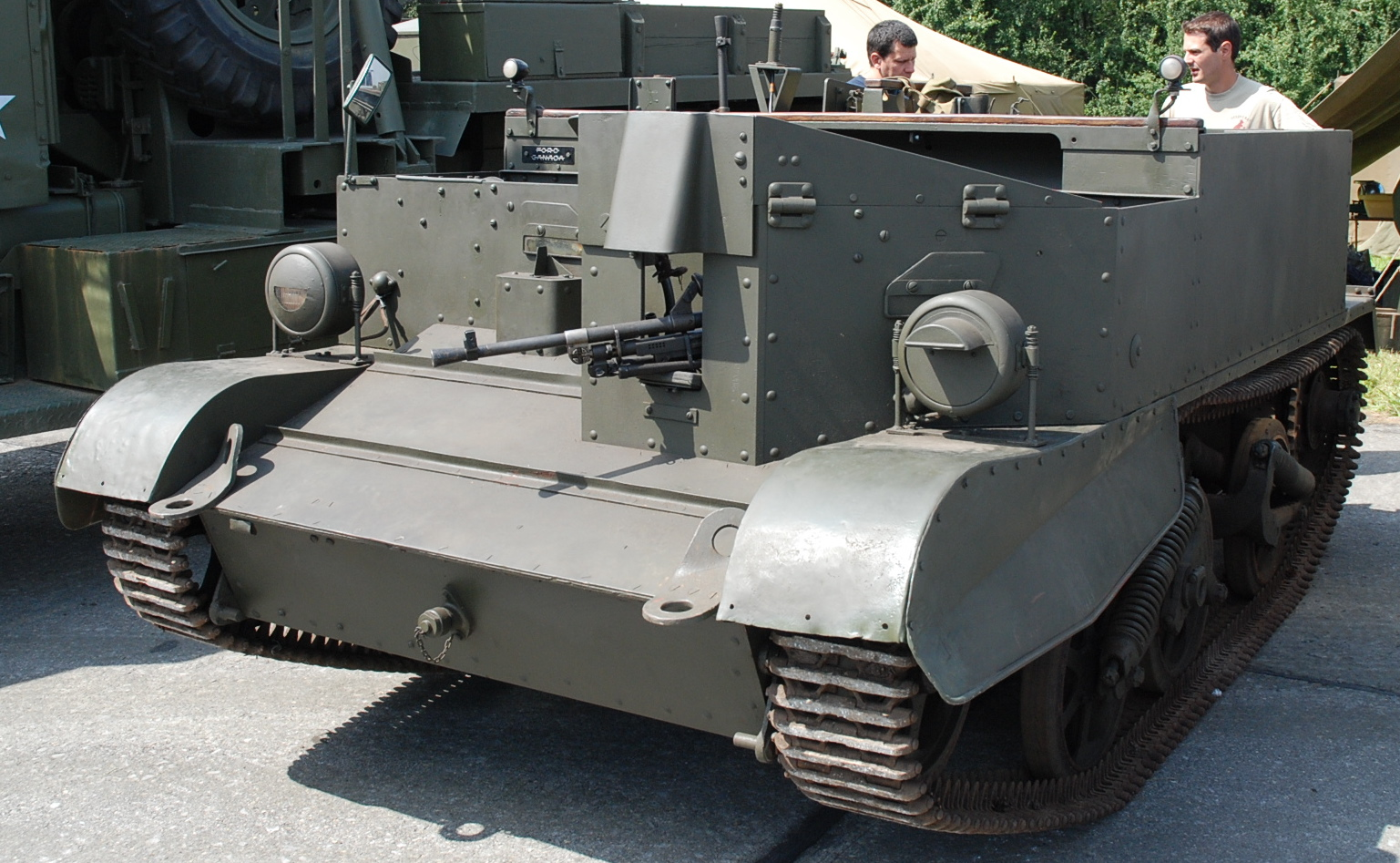
Transport de troupes et de mortiers, chenillette d'infanterie Bren-Carrier (Carden-Lloyd)

Le 2e bataillon repoussera une attaque le 14 mars puis un commando britannique vient renforcer la demi-brigade. La première brigade de paras britanniques vient colmater la brèche ouverte par le recul de la 139e brigade. L'attaque des Allemands dans la nuit du 16 au 17 a pour but de couper le CFA des Anglais puis d'encercler ces derniers fixés à Tamera. Ils réussiront et rejetteront la 46e division vers le Nefza. Le général Freeman-Atwood ne peut déployer son artillerie sous la pluie qui rend les routes impraticables.
Le 18 mars, les commandos autour des officiers et sous-officiers organisent des bouchons autour des Bren Carrier pour enrayer l'avance des parachutistes allemands. C'est un calvaire sous la pluie, le CFA, par petits détachements, se replie avec ses blessés, à l'abri de points d'appuis sommaires et finit par être recueilli par les commandos et les parachutistes britanniques du brigadier Flavell qui les dirige sur Outacha. Le 20 mars, l'odyssée s'achève à l'hopîtal de Tabarka. Le CFA avait fait, selon le témoignage d'un prisonnier évadé, 130 tués allemands inhumés.

### Coup d'arrêt du Djebel Abiod
La première demi-brigade est hors-jeu. Les dépôts sont ratissés, des troupes fraîches, 400 fantassins sont mis à disposistion du général Freeman-Atwood et renforcent la 139e brigade anglaise sur la ligne Djebel Siouf-Djebel Diss, menaçant l'offensive Manteuffel. Le 10 mars, la 11e compagnie entre dans le combat. Le 28 mars, trois brigades anglaises, le III/CFA et un tabor reprennent l'offensive. L'avance anglo-française est irrésistible, le Bordj-des-Monopoles est repris. La promesse est faite par le capitaine Gaillard, de tenir la ligne Djebel Abiod-Djebel Diss.
Le 3e bataillon arrive à Sejnane puis le 3 avril au cap Serrat où les hommes, sous un magnifique soleil, se baignent en mer. Les CFA ont affronté, sans faiblesse, les meilleures troupes allemandes en Afrique. Le général Bradley confirme « En courage, en intelligence et en ténacité le régiment Barenthin l'emportait sur toutes les unités de l'Axe au front ».
L'offensive allemande est jugulée, malgré les gains locaux, arrêtée à l'ouest de Sejnane.

## Temps des victoires
Pendant les combats, de nouveaux officiers prennent des commandements. Le colonel Magnan prend le commandement de la brigade indépendante du CFA le 22 février. Il ramène de Rabat onze officiers et 21 sous-officiers du RICM. Il va structurer le CFA en vue d'une bonne intégration dans le dispositif militaire allié. Notons parmi ces officiers Georges-Régis Bouvet, saint-cyrien et breveté.

### Tabarka
La base de Tabarka (près de la frontière tunisienne) est organisée en une puissante base de regroupement et d'instruction, sous la garde du 4e bataillon (constitué à El Ksob, au Maroc, le 15 février). Les entraînements font oublier la tristesse du site.

### Dernière phase
Le 20 février 1943, le général Alexander a été investi officiellement du commandement de toutes les forces terrestres alliées en Tunisie. Il s'agit d'éviter que ce pays devienne la base arrière de Rommel qui cherchait à battre les Américains dans le Sud tunisien. Les germano-italiens cherchaient à s'accrocher en Tunisie, le général Eisenhower fixe à Alexander un objectif : s'en débarrasser avant l'été. Le CFA est rattaché opérationnellement à la 9e division d'infanterie américaine du général Manton S. Eddy qui relevait la 46e division britannique. Les CFA voient leur armement renforcé par les mitraillettes Thomson, les carabines Remington, des jeeps et des GMC, des radios de campagne. Ils sont dotés de bazookas antichars. La « guerre de riches » commence.
Du 21 au 22 avril, la demi-brigade et les troupes américaines se portent vers Sidi Naceur. Le 23, l'avance se fait vers la maison forestière du Djebel Sema. Le commandant Bouvet fait partie de l'attaque. Il est le premier à entrer dans Bizerte à la tête du 1er bataillon du CFA.

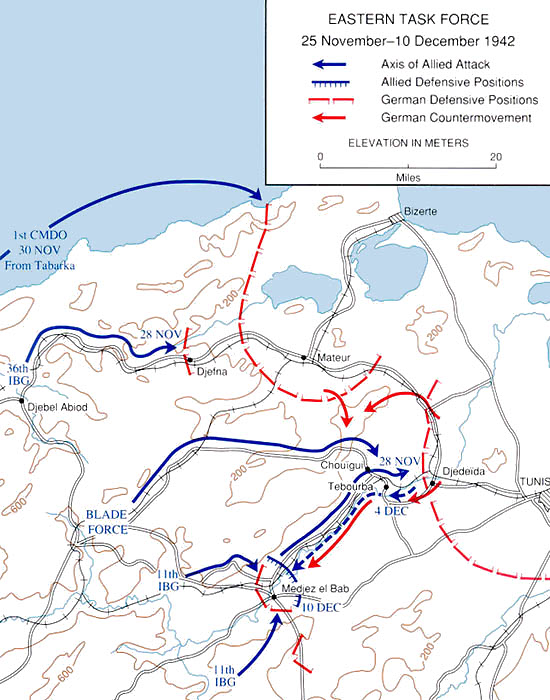
Progression vers Bizerte et Tunis

## Dissolution et évolution
Le 8 mai 1943, le général Magnan est nommé général de brigade.
La dissolution du CFA est prononcée le 9 juillet 1943. Le 13 juillet 1943 commence la redistribution des éléments du CFA, réutilisés vers d'autres unités, notamment pour permettre la création d'unités commandos, l'intégration dans les FFL ou la 3e DIA.
Les éléments du CFA formeront le Groupe de commandos d'Afrique, corps qui sera rattaché à la 3e division d'infanterie algérienne commandée par le général de Monsabert. Un détachement de 600 hommes du CFA va former ledit GCA tandis que la 7e compagnie du 2e bataillon s'intègre au Régiment de marche du Tchad de la 2e division blindée.
La 9e compagnie (d'origine espagnole et anciennement commandée par un ancien amiral de la République espagnole) se retrouve à la 9e/III/RMT (La Nueve du capitaine Dronne).

## Inscriptions portées sur le drapeau
Il porte, cousues en lettres d'or dans ses plis, les inscriptions suivantes :
- Bizerte 1943